# Juncus spumosus
Juncus spumosus är en tågväxtart som beskrevs av Henry John Noltie. Juncus spumosus ingår i släktet tåg, och familjen tågväxter. Inga underarter finns listade i Catalogue of Life.